# Dal vivo volume I - Buontempo
Dal vivo volume I - Buontempo è un album musicale del cantautore italiano Ivano Fossati, uscito nel 1993.
I brani Naviganti e La pioggia di marzo non compaiono in nessun album in studio dell'artista.

## Tracce
Testi e musiche di Ivano Fossati, tranne dove diversamente indicato.
1. Terra dove andare – 3:46
2. La pianta del tè – 7:06
3. Una notte in Italia – 5:44
4. Buontempo – 4:17
5. I treni a vapore – 5:32
6. Mio fratello che guardi il mondo – 5:18
7. Vola – 3:56
8. Sonatina – 2:49
9. Naviganti – 2:27
10. Panama – 6:29
11. La pioggia di marzo – 6:07 (testo: Giorgio Calabrese – musica: Antônio Carlos Jobim)
12. Questi posti davanti al mare – 6:19
13. Amore degli occhi – 3:20

## Musicisti

### Artista
- Ivano Fossati: pianoforte, chitarra classica e voce

### Altri musicisti
- Mario Arcari: oboe, corno inglese e sassofono soprano
- Armando Corsi: chitarra classica e acustica
- Stefano Melone: tastiere e pianoforte
- Beppe Quirici: basso elettrico, contrabbasso e chitarra classica
- Elio Rivagli: batteria e percussioni
- Vincenzo Zitello: arpa e tin whistle